# Catalina Aguayo
Catalina Aguayo García-Huidobro (Santiago de Chile, Chile; 7 de octubre de 1981) es una modelo y actriz chilena de cine, teatro y televisión. 

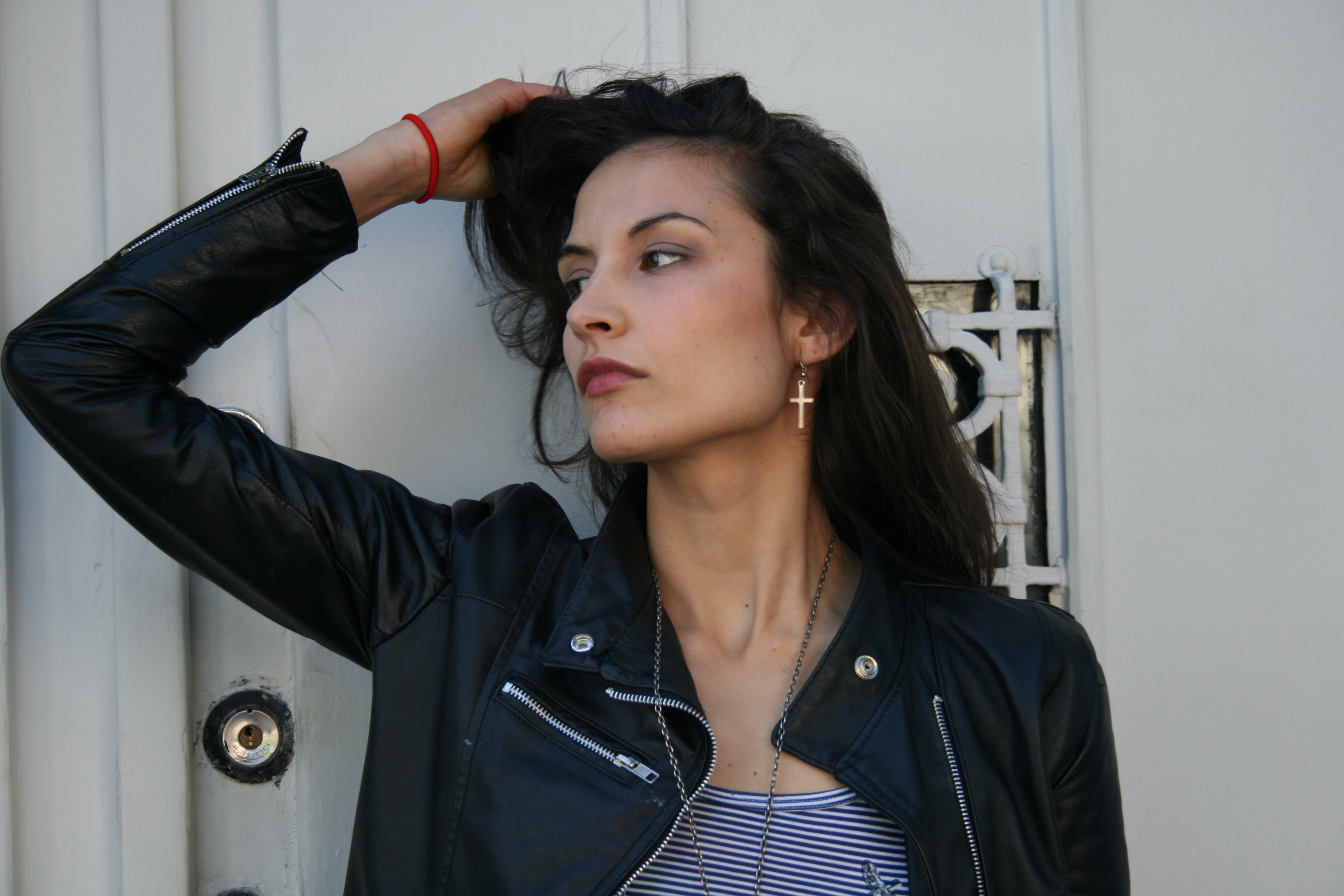
Catalina Aguayo en 2011

## Biografía
Catalina es actriz y licenciada en artes visuales.
Comenzó su carrera televisiva en el año 2005 en series de televisión, unas de sus recordadas participaciones fueron en Huaquimán y Tolosa, El lagarto y Cumpleaños. Además ha participado en unitarios tal como en Historias de Eva, Mi Primera Vez e Infieles.
Durante su estadía en TVN fue contratada por el área dramática, dirigida por María Eugenia Rencoret para ser parte de la exitosa teleserie nocturna 40 y tantos (2010), donde tuvo un personaje secundario, posteriormente interpretó a Martínez, una detective en la teleserie Témpano (2011).
En 2011 es parte, como actriz y guionista, del programa humorístico llamado Inútiles y subversivos en horario estelar junto a Pablo Zamora, Kurt Carrera y María José Quiroz. Posteriormente, se desempeñó como guionista de humor en el fallido canal 3TV de La Tercera.
Fue parte del elenco estable de Reserva de familia, adaptación de la serie española Gran Reserva, realizada por Pablo Illanes.
Actualmente se desempeña como panelista de radio en el programa Hashtag de radio La Clave y como guionista y realizadora audiovisual, a través de su productora, Macedonia Producciones.
Su último cortometraje se llama Victoria Archivado el 18 de mayo de 2015 en Wayback Machine. Ha sido seleccionado en numerosos festivales internacionales, entre ellos, el Festival de Cine Erótico de Berlín en su edición 2014, donde obtuvo una mención honrosa. Próximamente será estrenado en línea.

## Filmografía
| Cine | Cine                    | Cine      | Cine             |
| Año  | Película                | Rol       | Director         |
| ---- | ----------------------- | --------- | ---------------- |
| 2006 | Rojo, la película       |           | Nicolás Acuña    |
| 2006 | Santos                  |           | Nicolás López    |
| 2007 | La Comiquería           |           | Nicolás Lorca    |
| 2010 | El limpiapiscinas       | Rita      | José Luis Guridi |
| 2010 | Sin cielo               |           | Caco Peys        |
| 2010 | Mejor no fumes          | Valentina | Daniel Peralta   |
| 2012 | Apio verde              |           | Frances Morales  |
| 2012 | Londres puertas adentro |           | Gonzalo Días     |
| 2013 | I am From Chile         | Virginia  | Gonzalo Días     |

## Telenovelas
| Teleseries | Teleseries         | Teleseries                     | Teleseries |
| Año        | Teleserie          | Rol                            | Canal      |
| ---------- | ------------------ | ------------------------------ | ---------- |
| 2010       | 40 y tantos        | Macarena Jorquera              | TVN        |
| 2011       | Témpano            | Sandra Martínez                | TVN        |
| 2012       | Reserva de familia | Paloma Olmedo / Antonia Olmedo | TVN        |

## Series y Unitarios
| Series    | Series              | Series           | Series      |
| Año       | Serie               | Rol              | Canal       |
| --------- | ------------------- | ---------------- | ----------- |
| 2006      | Huaiquimán y Tolosa | ¿?               | Canal 13    |
| 2006/2007 | Historias de Eva    | Jennifer / Yalin | Chilevisión |
| 2007      | Tres son multitud   | ¿?               | Mega        |
| 2007      | Mi primera vez      | Laura            | TVN         |
| 2007/2010 | Infieles            | Javiera / Evelyn | Chilevisión |
| 2010      | El Lagarto          | Mariana          | Via X       |
| 2011      | Cumpleaños          | Susana           | TVN         |

## Programas
| Programas de televisión | Programas de televisión | Programas de televisión | Programas de televisión |
| Año                     | Programa                | Rol                     | Canal                   |
| ----------------------- | ----------------------- | ----------------------- | ----------------------- |
| 2011                    | Inútiles y subversivos  | Ella misma / Actriz     | TVN                     |

## Teatro
- La Sala Seis (2003)
- El señor Lafourge (2004)
- El desquite (2004)
- 24x24 (2005)
- Anatomía de la seducción (2006)
- Están By (2007)
- Dolby (2007)

## Otros proyectos
Videos musicales
- De Saloon - Domesticame
- Iza el Alma - Tomo lo que Encuentro